# Arion gilvus
Arion gilvus is een slakkensoort uit de familie van de Arionidae. De wetenschappelijke naam van de soort is voor het eerst geldig gepubliceerd in 1925 door Torres Minguez.